# King Yin Lei
Le manoir de King Yin Lei (景賢里) est un monument historique de Hong Kong situé dans le quartier des Niveaux intermédiaires dans le district de Wan Chai.
Construit en 1937, il est sur le point d'être démoli en 2007 avant que des bénévoles ne suscitent un débat public pour le sauver, forçant le gouvernement de Hong Kong a le déclarer monument et a entreprendre des travaux de restauration. Ceux-ci sont achevés en 2010 et King Yin Lei ne sert dès lors qu'à accueillir des visites touristiques.

## Histoire et conception
Le manoir est conçu par l'architecte britannique A.R. Fenton-Rayen (mari de Viola, père de Wynne (Ward) et Dorothy (Balean)). La construction commence en 1936 et s'achève en 1937. Il se trouve sur un site de 4 706 m² au-dessus de l'hippodrome de Happy Valley. L'enceinte comprend un bâtiment de trois étages en « briques rouges et tuiles vertes », un jardin privé festonné de plantes penjing, et divers pavillons et terrasses.

## Préservation
La propriété est mise en vente au début de 2004. Malgré les rumeurs selon lesquelles il est probable que le nouvel acheteur démolirait la propriété et réaménagerait le site, le gouvernement de Hong Kong n'a pas réagi.
L'association pour la conservation (en) de Hong Kong, un groupe de défense du patrimoine, écrit au secrétaire aux affaires intérieure (en) Patrick Ho (en) en avril 2004 pour lui demander d'envisager de classer le manoir comme monument en vertu de l'ordonnance sur les antiquités et monuments. L'association organise également une « campagne pour sauver King Yin Lei » en juin et suscite un débat public. Yow Mok-tshing annonce alors qu'il ne vendrait pas le bâtiment pour le moment.
Le gouvernement de Hong Kong n'a pas agi pour la préservation du bâtiment, arguant qu'il s'agissait d'une propriété privée et que le propriétaire n'avait pas utilisé au maximum la superficie terrestre qui lui était allouée. Si le gouvernement devait le déclarer monument historique, interdisant ainsi la démolition et tout autre développement sur le site, il devrait payer une importante indemnité au propriétaire, d'une valeur de plusieurs millions.
Le propriétaire écrit au gouvernement au sujet de la préservation du site mais ne reçoit aucune réponse. Plus tard, la secrétaire au développement (en) Carrie Lam admet qu'il était du devoir de son ministère de le faire.
Le 11 septembre 2007, des camions à benne sont repérés sur le site. Des parties de la toiture sont enlevées et les trois caractères chinois sur une plaque de la porte d'entrée sont ciselés par les travailleurs. La association pour la conservation de Hong Kong exprime sa déception que le gouvernement n'ait pas été en mesure de préserver le domaine. Lorsque le début de la démolition est signalé dans les médias de Hong Kong, le gouvernement déclare que le site est proposé comme monument et ordonne l'arrêt des travaux.
Le 25 janvier 2008, le gouvernement parvient à un accord préliminaire avec le propriétaire sur une éventuelle option de préservation du manoir. En vertu de l'accord, le propriétaire cède l'ensemble du site de King Yin Lei au gouvernement après restauration. Sous réserve de l'approbation d'urbanisme nécessaire, le gouvernement accordera au propriétaire un site de pente artificiel adjacent d'une taille similaire à celui de King Yin Lei, sous réserve du même rapport de parcelle de 0,5 et d'une restriction de hauteur de trois étages,.
Des travaux de conservation sont entrepris de 2008 à décembre 2010. Le toit est restauré lors de la première phase, y compris environ 50 000 tuiles vernissées originaires de la province du Guangdong. La phase deux implique les murs extérieurs et l'intérieur du manoir. À la fin de 2010, la restauration est considérée comme « substantiellement achevée » et la gestion de la propriété est reprise par le gouvernement de Hong Kong. Il est classé monument déclaré.

## Utilisation actuelle
King Yin Lei reste vacant en 2018,. Son statut prestigieux de monument signifie qu'il ne peut pas être modifié pour une réutilisation commerciale.
Cependant, le gouvernement organise plusieurs journée portes ouvertes  tout au long de l'année, au cours desquelles le public peut visiter le monument,. Les billets pour les sessions chronométrées sont distribués gratuitement à l'avance. Les visiteurs peuvent voir le manoir, y compris quelques pièces qui ont été meublées avec des antiquités, et les motifs au sol.
En 2019, King Yin Lei est inclus dans le lot VI du programme de revitalisation des bâtiments historiques par le biais du partenariat. Le programme sollicite la participation du public à la préservation des bâtiments historiques et à leur utilisation à bon escient. Les propositions sont dues en septembre 2020.

## Dans la culture populaire
Le bâtiment apparaît dans plusieurs films et séries télévisées au fil des ans. Dans Opération Dragon (1973), on peut le voir à la fois sur la photo composite noir et blanc utilisée pour représenter l'île de Han lors de la séance d'information de Bruce Lee avec Braithewaite, et dans le long plan quand Lee arrive sur l'île de Han. Deux films sont tournés au King Yin Lei en 1955 : La Colline de l'adieu et Le Rendez-vous de Hong Kong avec Clark Gable. La série TV Yesterday's Glitter (京華春夢) avec Liza Wang a été tournée à l'intérieur du manoir.

## Galerie

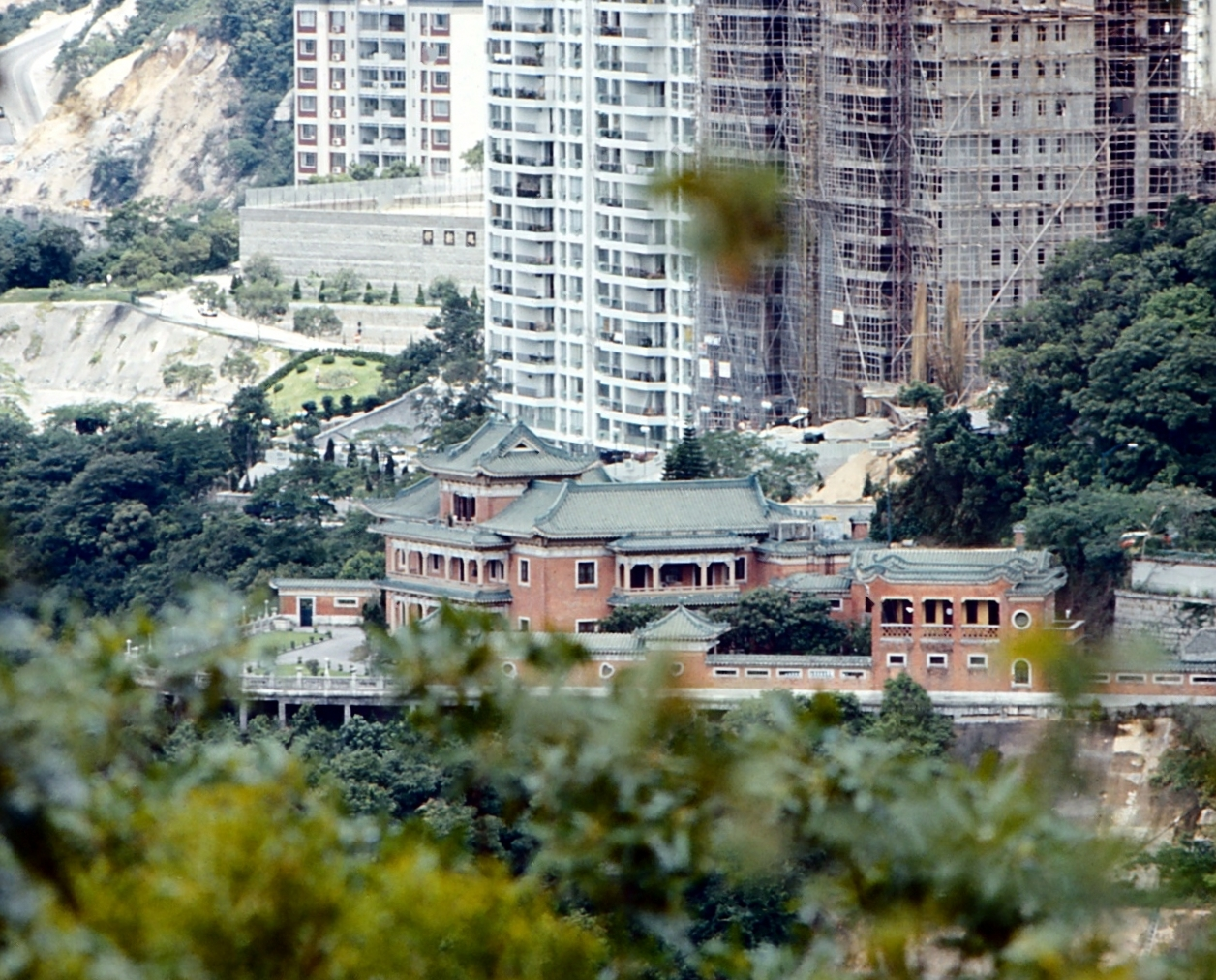
Vue aérienne de King Yin Lei (1971)
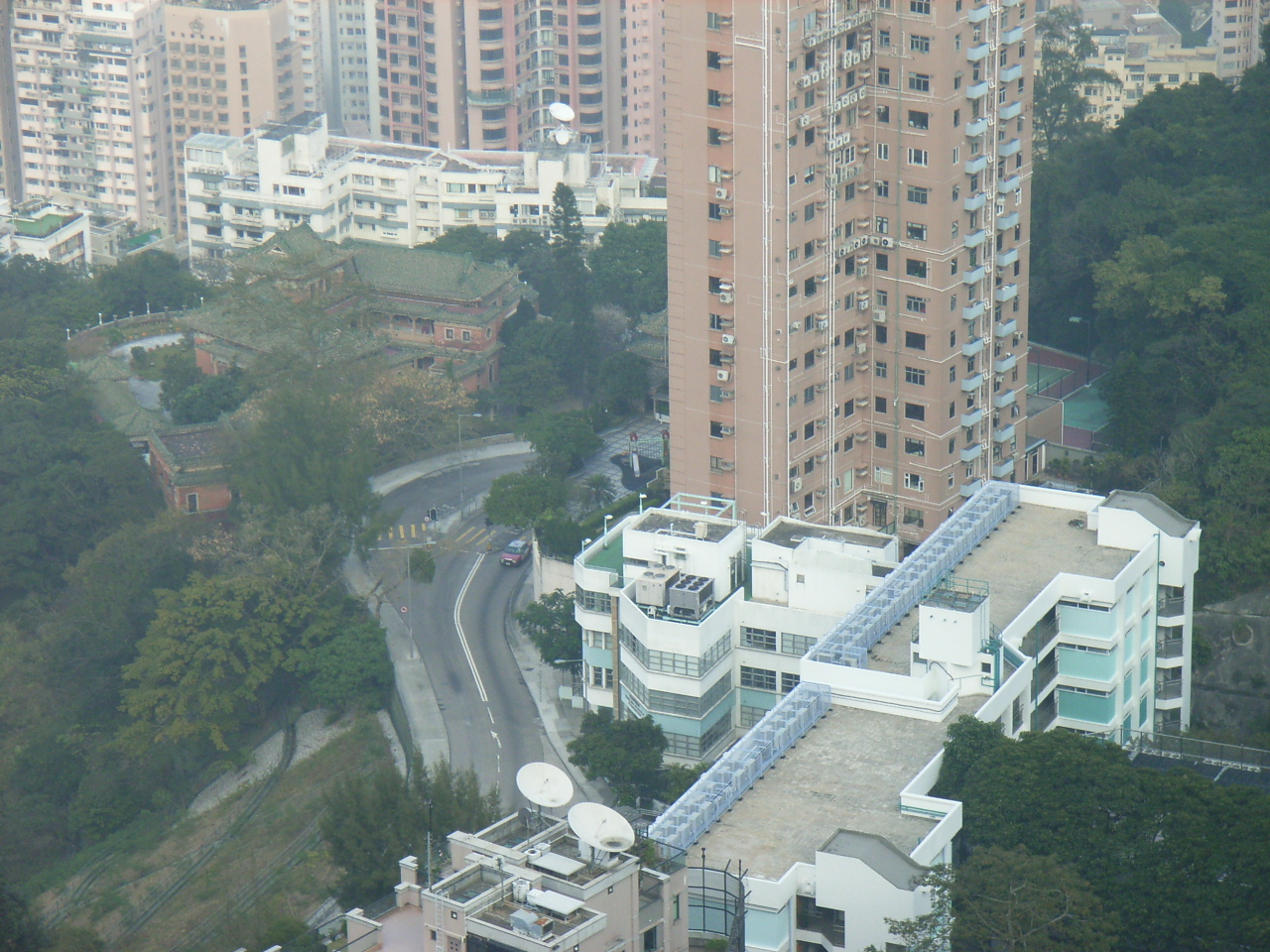
Vue aérienne de King Yin Lei (2007)
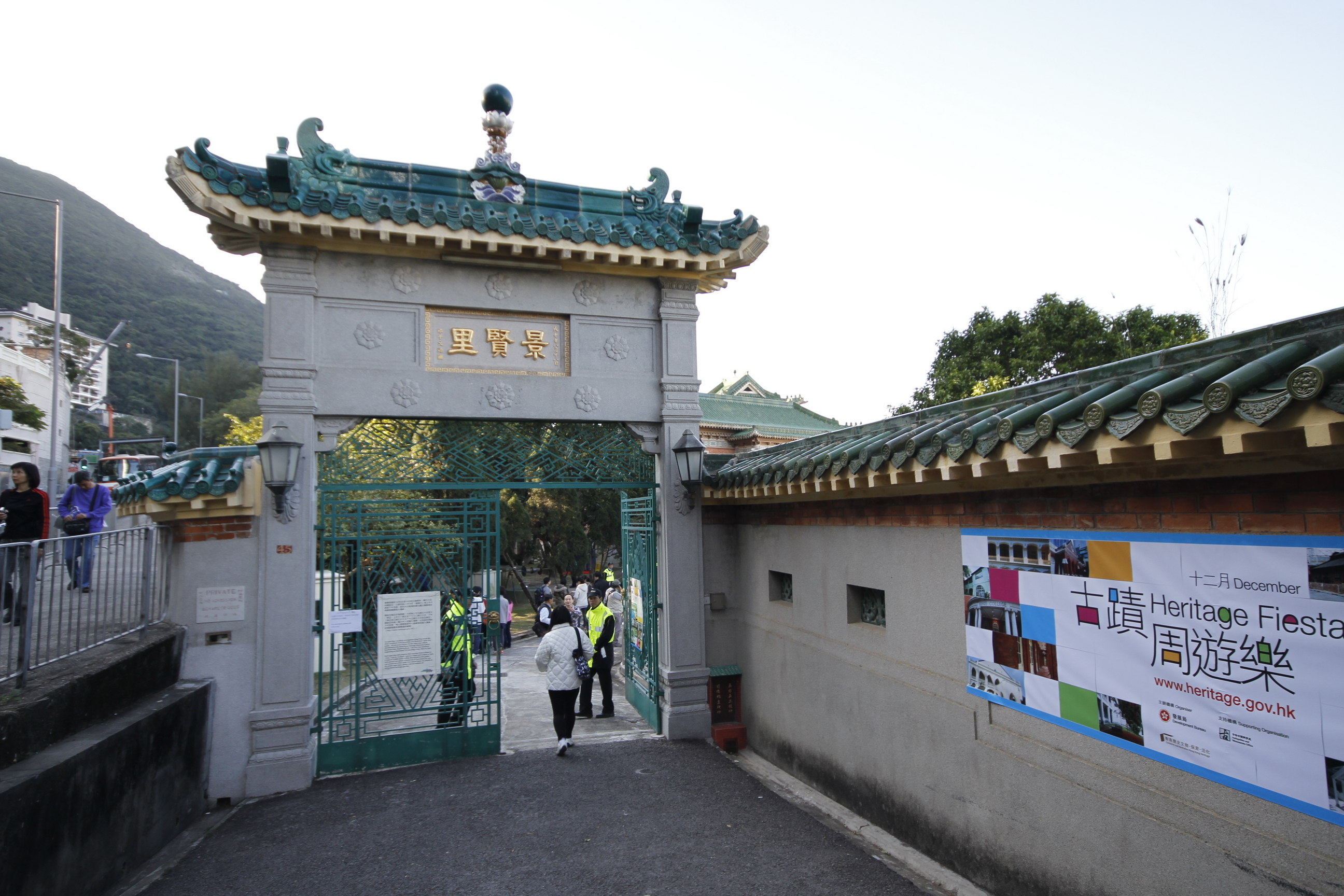
Portes vertes de l'enceinte, lors d'une journée portes ouvertes (2011)
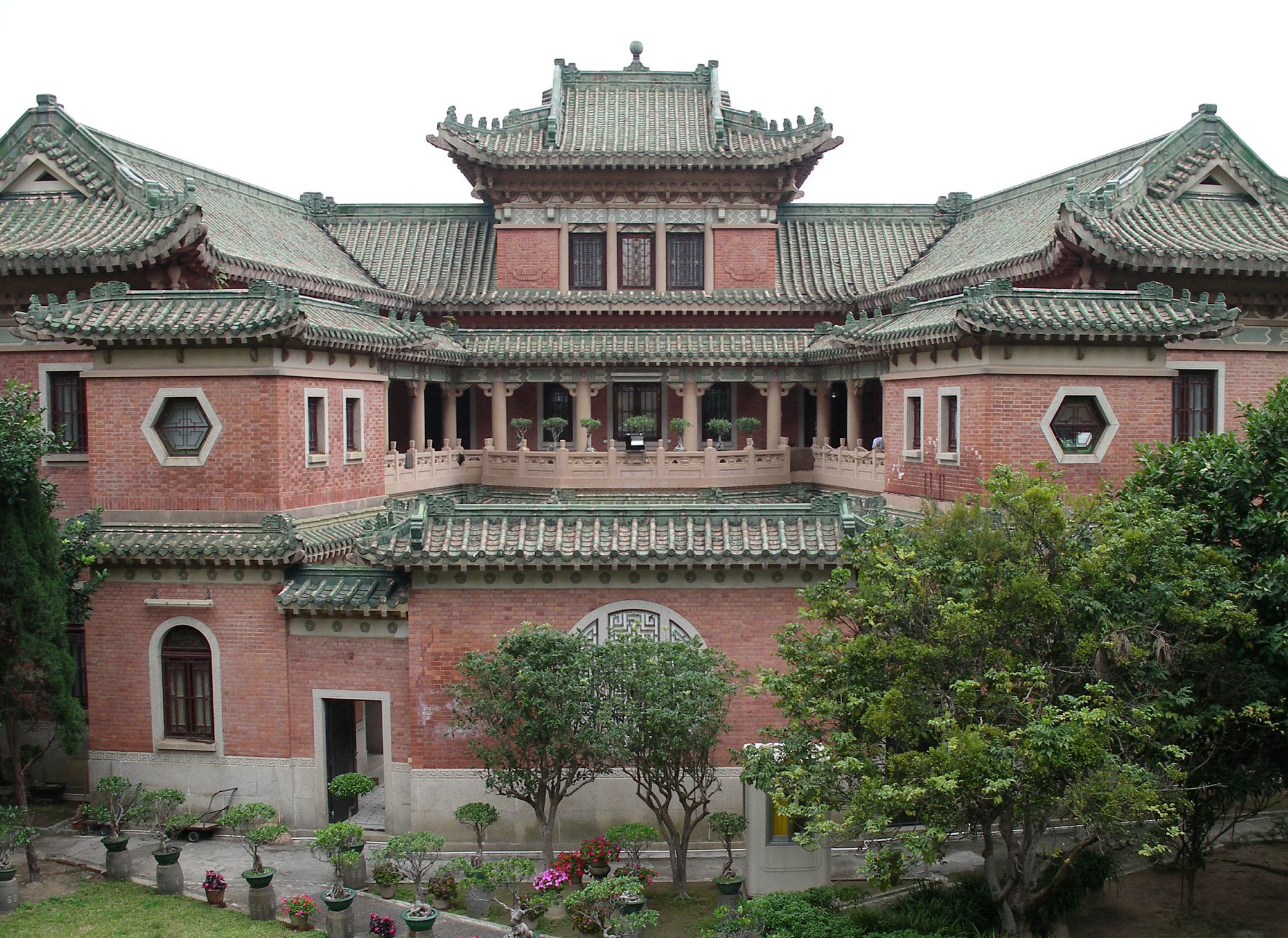
Cour intérieure du manoir, en direction du nord, montrant la véranda à trois côtés au premier étage et les toitures vertes plongeantes du bâtiment
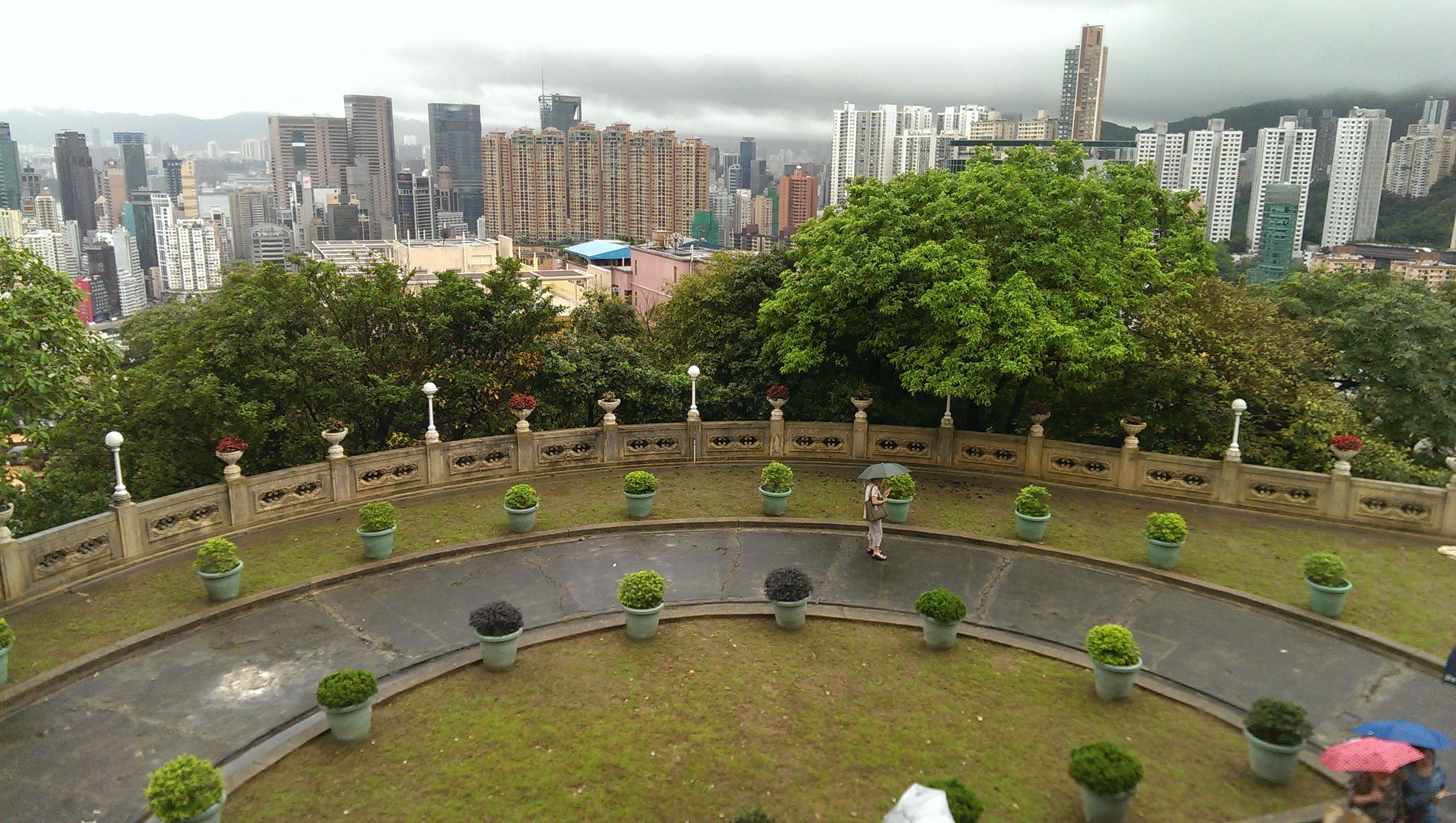
Vue de Hong Kong depuis le manoir
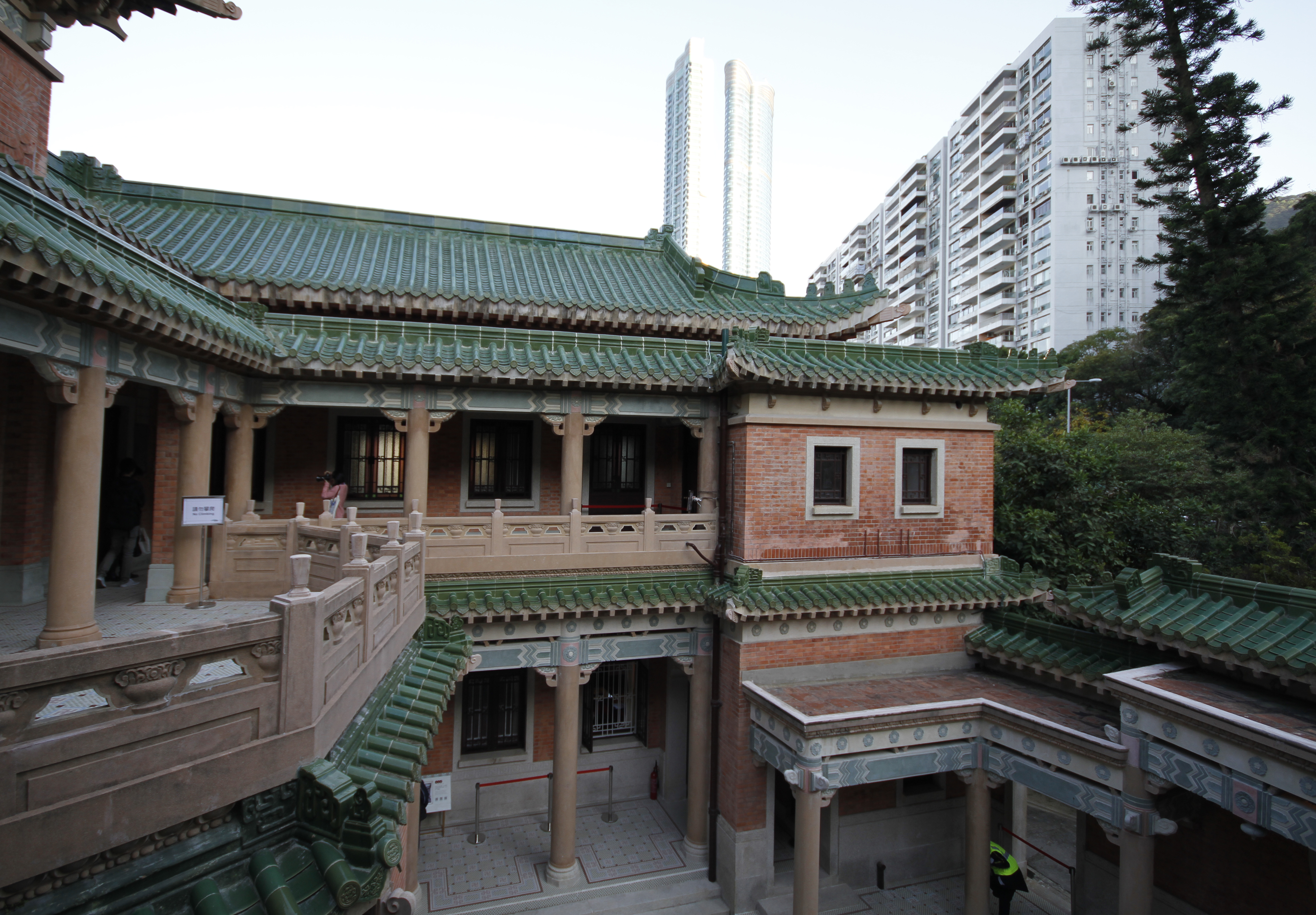
Veranda enveloppante et cour intérieure
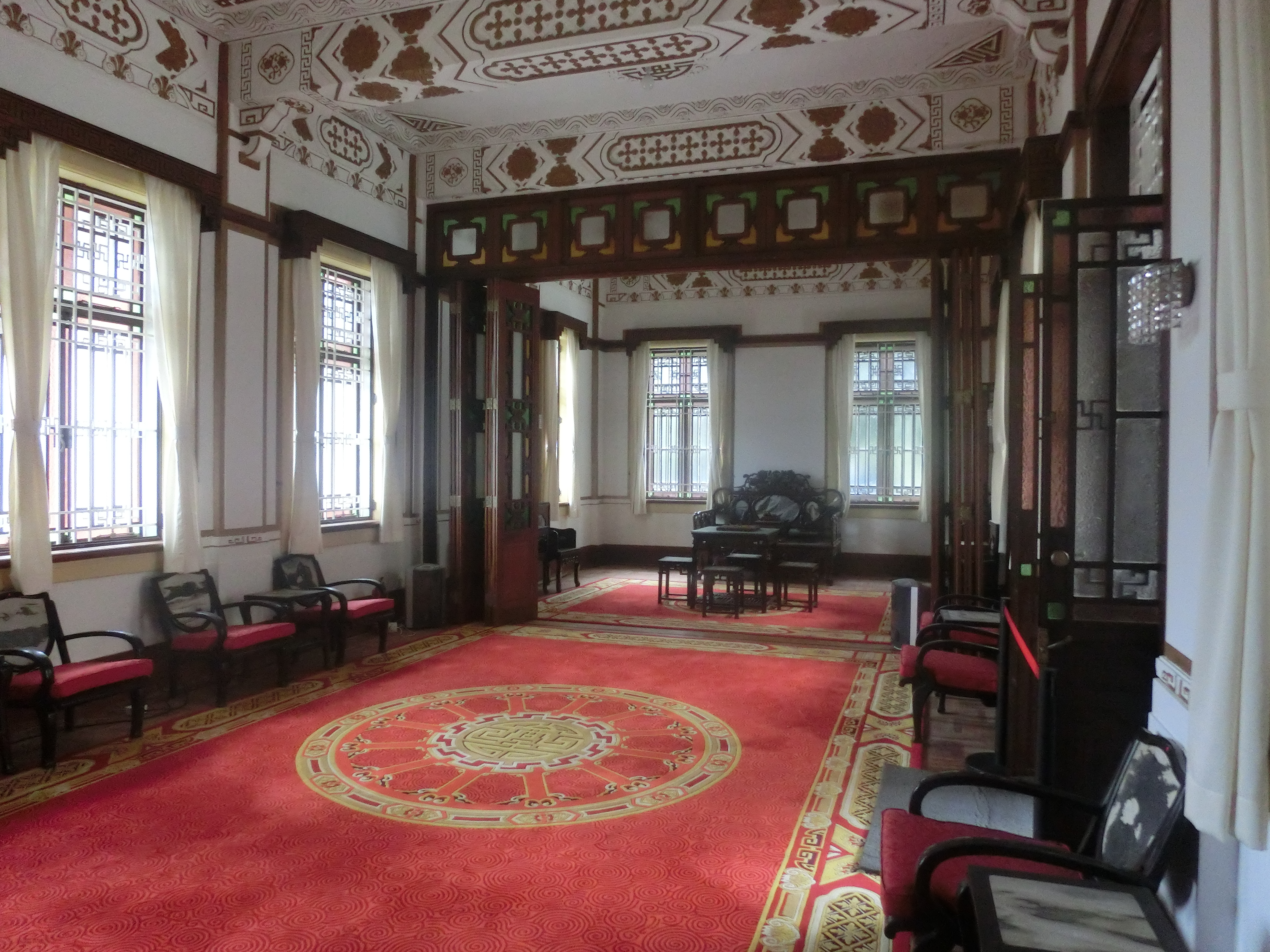
L'une des grandes salles de réception, peut-être la salle Rosewood au premier étage (2013)
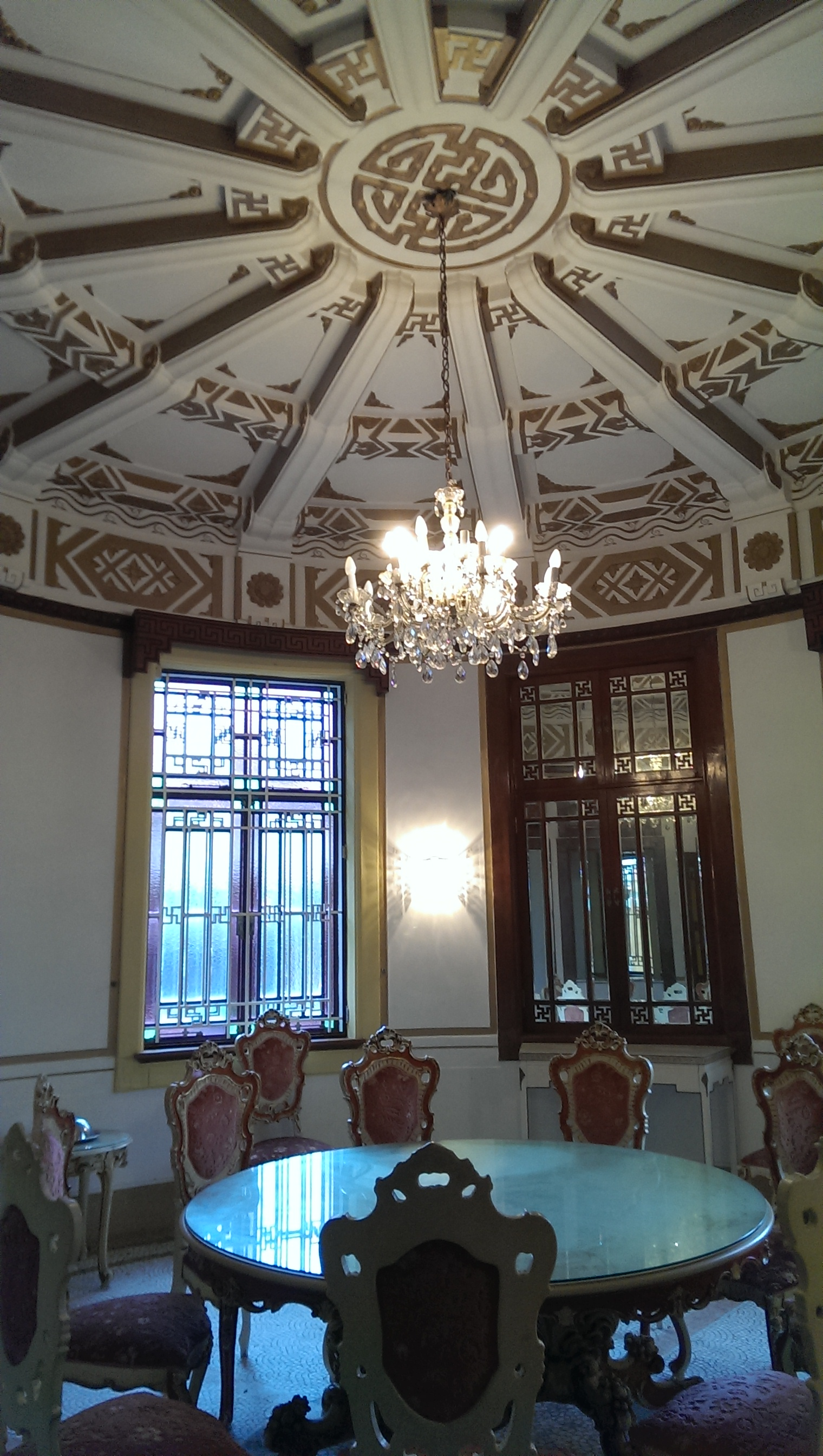
Détail du plafond dans la salle ronde (2013)
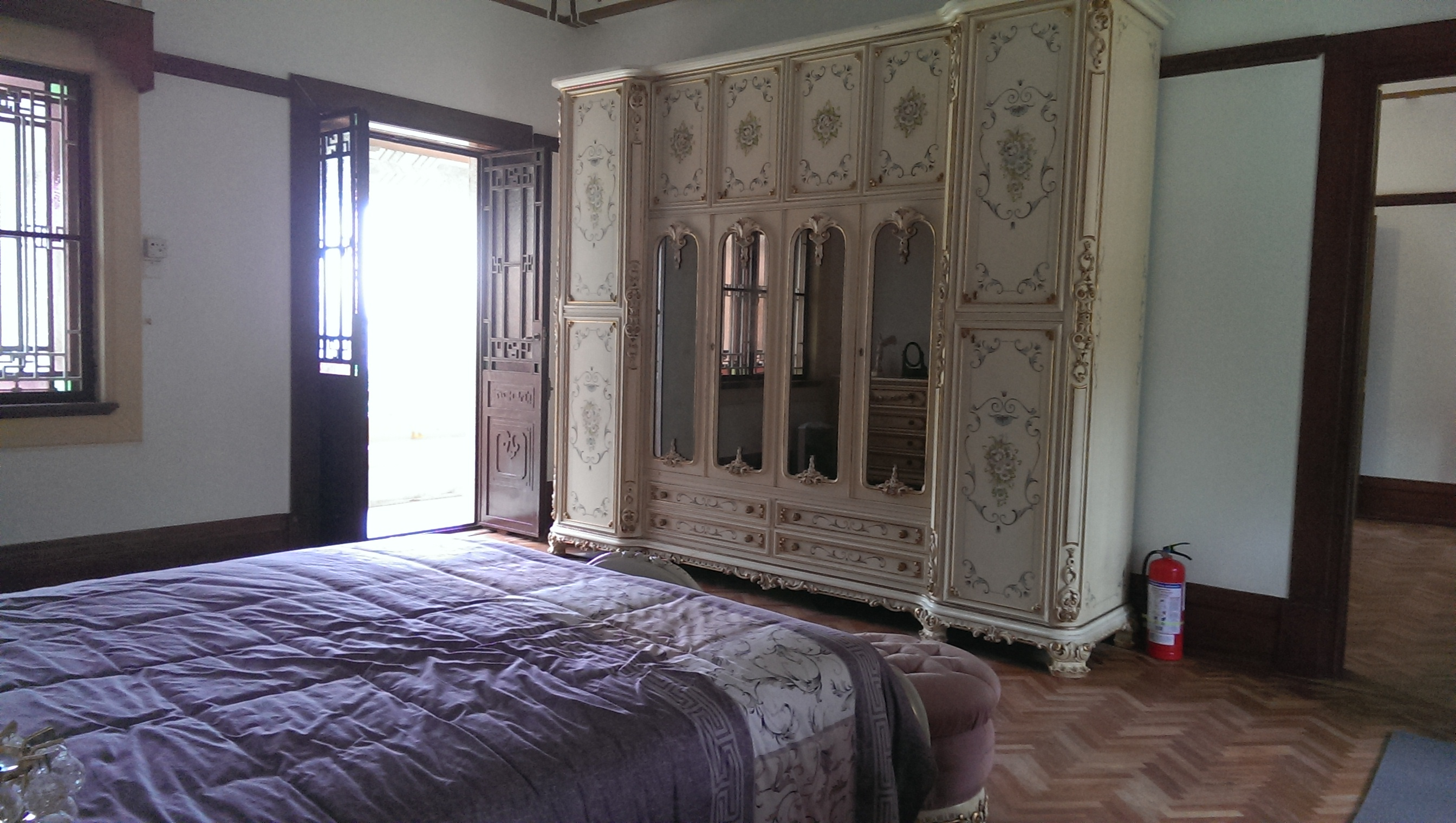
Chambre avec mobilier (2013)
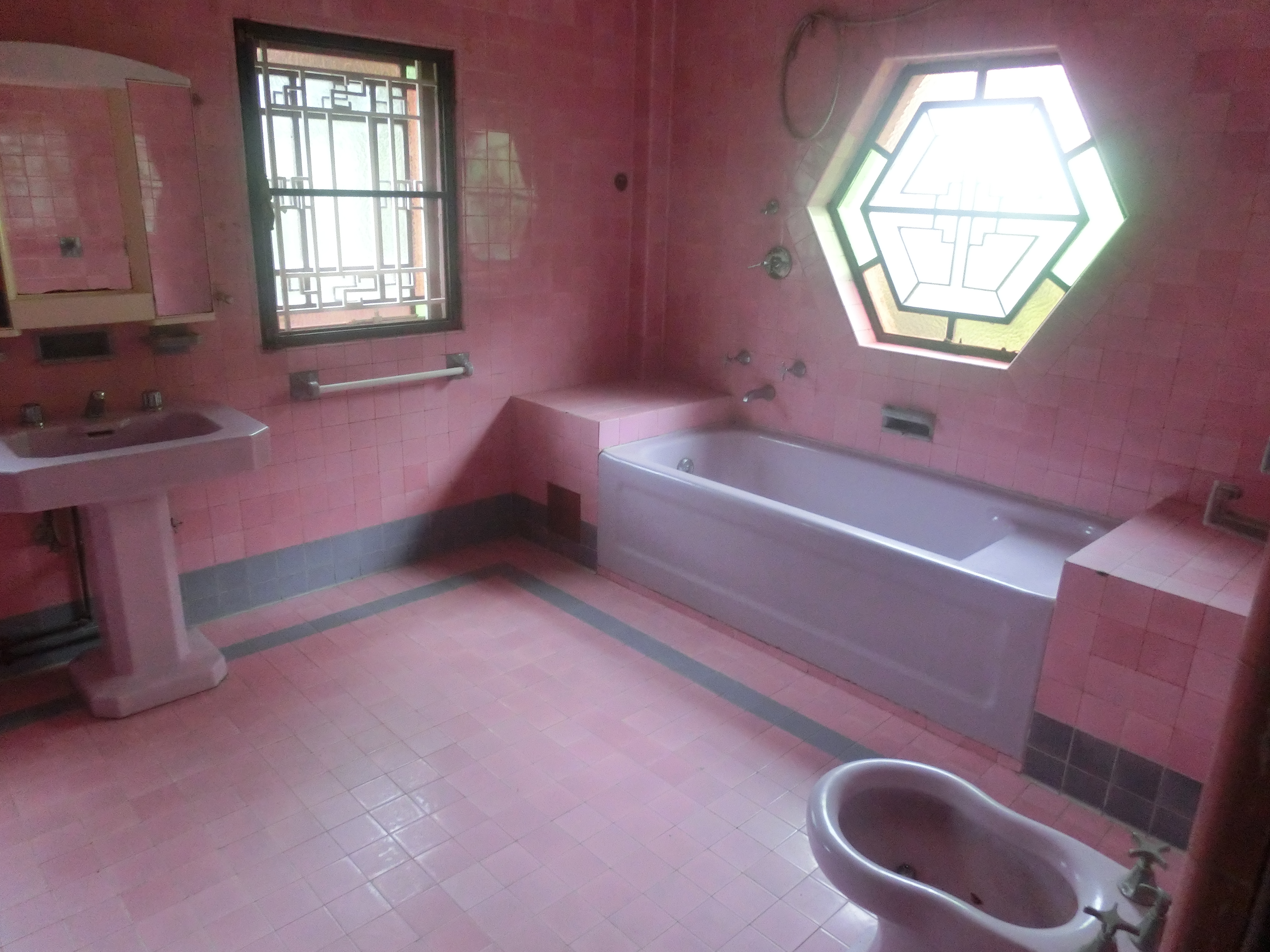
Salle de bain carrelée en rose (2013)
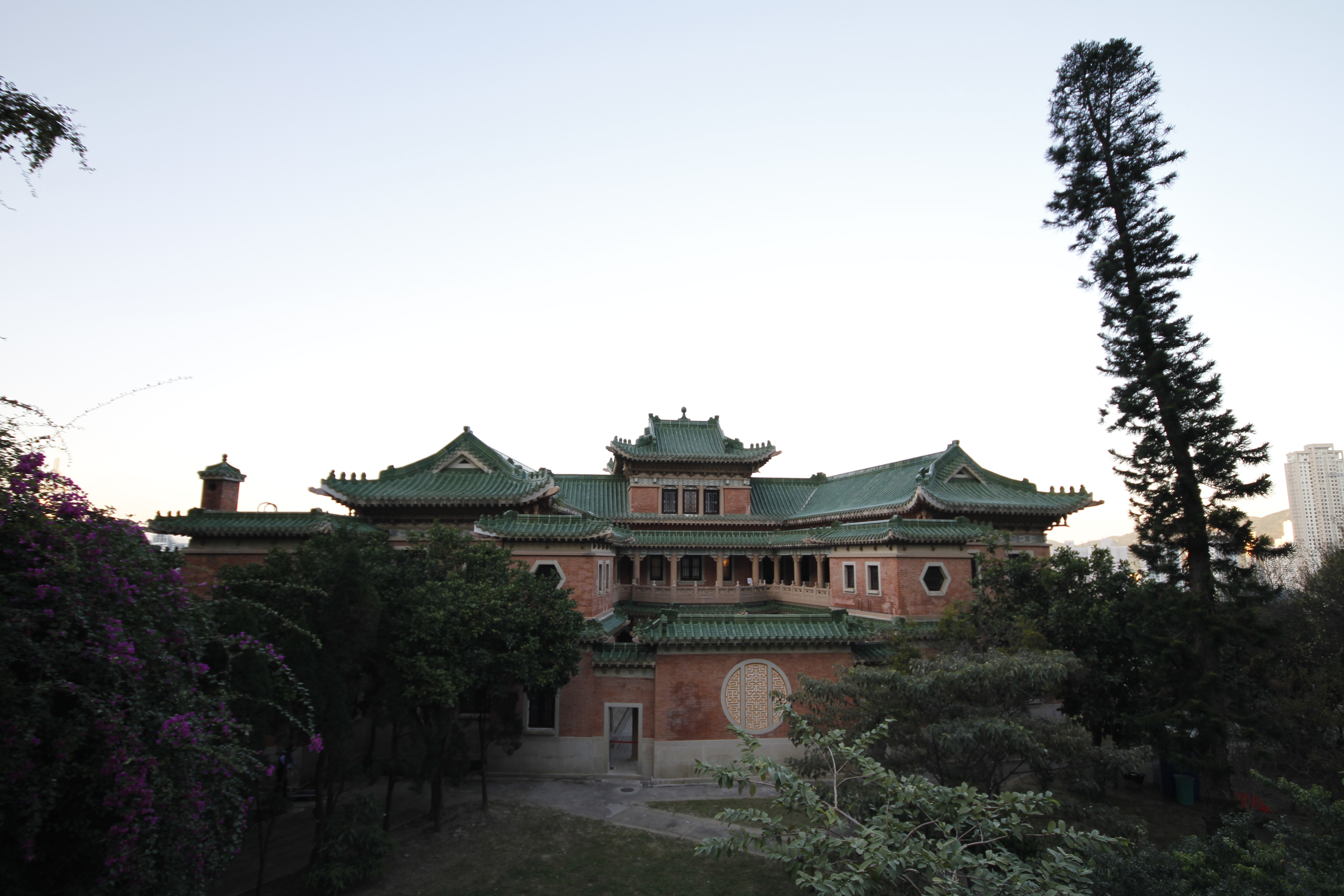
Jardins, avec vue sur cour intérieure (2011)
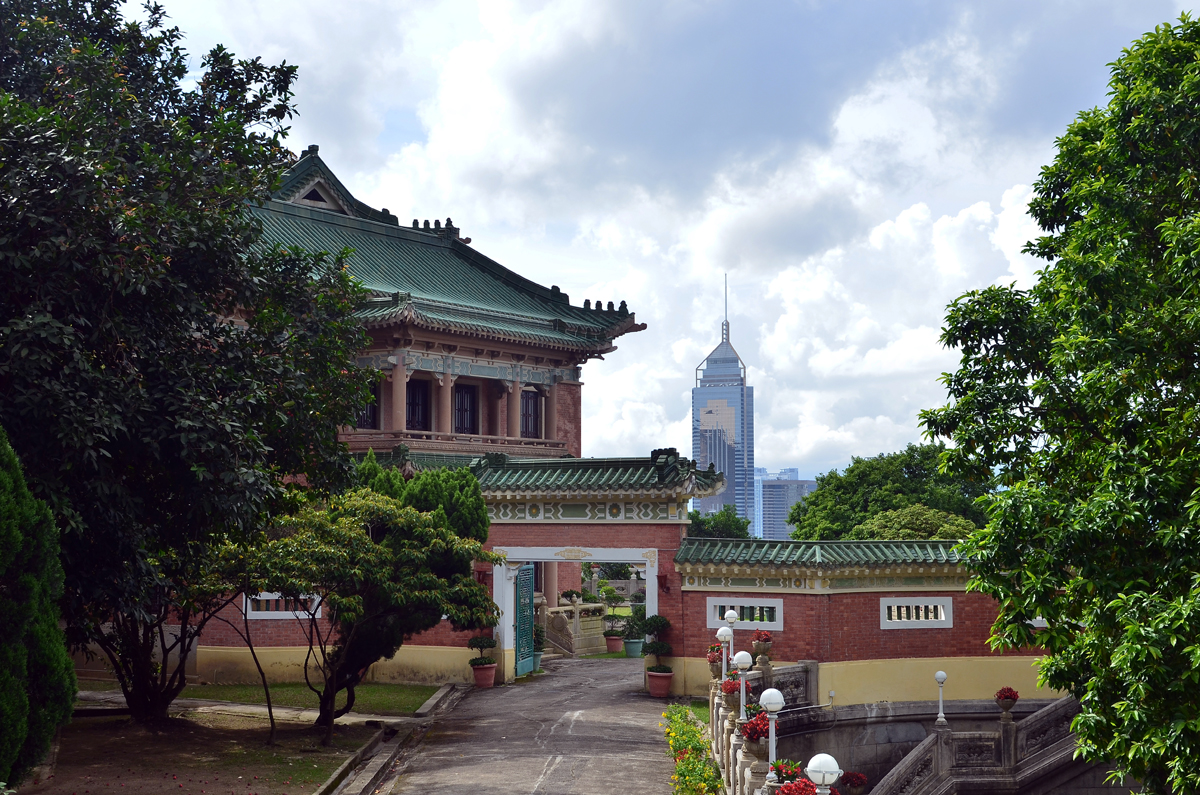
Silhouette de King Yin Lei (2013)